# Fredrik III av Sicilien
Fredrik III av Sicilien, född 1341, död 1377, var en monark (kung) av Sicilien från 1355 till 1377.